# 明尼阿波利斯 (堪薩斯州)
明尼阿波利斯（英語：Minneapolis）是一個位於美國堪薩斯州渥太華縣的城市。此地同時亦是渥太華縣的縣治。

## 地方資料
根據2020年美國人口普查的數據，明尼阿波利斯的面積為4.75平方千米，當中陸地面積為4.75平方千米，而水域面積為0.00平方千米。當地共有人口1946人，而人口密度為每平方千米409.68人。